# Помагайба Василь Іванович
Помагайба Василь Іванович (14 січня1892 Гнатівці Подільської губернії — 25 грудня1972 Київ) — український педагог, кандидат педагогічних наук, професор і викладач педагогіки Київського інституту народної освіти, дійсний член і професор Українського науково-дослідного інституту педагогіки, доцент кафедри педагогіки Ніжинського педагогічного інституту, автор монографій, методичних посібників, праць історико-педагогічної тематики, підручників для початкової школи. Досліджував питання дидактики, принципи, закони й методи організації навчального процесу.

## Життєпис
Василь Іванович Помагайба народився 14 січня 1892 року в с. Гнатівці Подільської губернії. Навчався у двокласній учительській школі, після закінчення якої склав іспити спочатку на звання вчителя початкової школи, а потім — вчителя повітового місцевого училища.
З 1907 по 1916 рр. працював вчителем, а потім — завідувачем початкової школи в м. Хмільнику і в с. Дубовому Литинського повіту Подільської губернії. Після закінчення Вінницького вчительського інституту мови й літератури в 1919–1923 рр. завідував семирічною школою в м. Хмільнику, повітовим відділом народної освіти, а також викладав педагогічні дисципліни в Хмільницькому педагогічному технікумі.
У 1923 році Василь Помагайба переїхав до Києва, де з 1923 по 1928 роки завідував школою в дитячому містечку «Ленінське». Після навчання в аспірантурі при Київському інституті народної освіти у 1929 році, захищає дисертацію на тему «Аналіз техніки уроку». В 1929–1932 рр. завідував секцією дидактики Київської філії Українського науково-дослідного інституту педагогіки, керував написанням кандидатських дисертацій аспірантів. У Київському інституті народної освіти В. Помагайба очолював кафедру педагогіки, а з 1927 по 1932 роки читав педагогіку спочатку як доцент, потім — як професор.
Коло наукових інтересів ученого було різнобічним, багатогранним, широким. Зокрема, дослідника хвилювали такі проблеми, як сільська школа (планування роботи, організація літньої праці, завдання й технікапроведення уроку з двома класами в малокомплектній школі тощо); підготовка вчителя до уроку, початкове навчання, дидактика й дидактичні дослідження, система навчання грамоти в дошкільних закладах, вища педагогічна освіта, взаємовпливи політики і педагогіки та багато іншого.
Окремою сторінкою життєвого шляху вченого є його праця в УНДІПі, де він досліджував проблеми дидактики. А в 1961 році очолив відділ дидактики Інституту. Під його керівництвом співробітники відділу працювали над розробкою проблем визначення суті, законів і закономірностей навчального процесу, уточнення і поглиблення дидактичних принципів та правил навчання.
Перу вченого належать ряд монографій, брошур. Разом зі своєю дружиною Г. Савицькою Василь Іванович створив багато підручників для початкової школи.
Помер Володимир Іванович Помагайба 25 грудня 1972 року, похований на Берковецькому цвинтарі. Незважаючи на складнощі долі і часу, вчений успішно й самовіддано працював у царині педагогіки.

## Доробок
- Помагайбо В. Дальтонский план в трудовій школі, 1925.
- Помагайба В. І. Літня праця в сільській школі. 1927.
- Помагайба В. І. З досвіду політехнічного навчання в 1-4 класах. 1956.
- Помагайба В. І. Політехнічне навчання в початковій школі. 1957.
- Помагайба В. І. Робота вчителя в малокомплектних школах. 1958.
- Помагайба В. І. З досвіду навчання малювання в школі: Збірник статей. 1958.
- Помагайба В. І. Попередження неуспішності в навчанні грамоти. 1958.
- Помагайба В. І. Робота вчителя в малокомплектних школах. 1958.
- Помагайба В. І. Попередження неуспішності в навчанні грамоти. 1958.
- Помагайба В. І. Система заходів у справі подолання другорічництва в початкових класах. 1959.
- Помагайба В. І. Матеріали для повторення в малокомплектних школах. 1960
- Помагайба В. І. Школа і сім'я в боротьбі за піднесення успішності учнів. 1961.
- Помагайба В. І. Про поліпшення методів навчання у восьмирічній школі. 1962.
- Помагайба В. І. Про унормування учбового навантаження учнів. 1963.
- Помагайба В. І. Основні вимоги до методики дидактичних досліджень. 1965.
- Помагайба В. І. Проблема дидактичних основ зв'язку навчання з життям в теорії і практиці. 1966.
- Помагайба В. І. Проблема методів і форм навчання на новому етапі розвитку радянської школи. 1966.
- Помагайба В. І. Педагогіка: Республіканський науково-методичний збірник. 1967.
- Помагайба В. І. З історії розвитку основних проблем педагогічної науки в Українській РСР. 1967.
- Помагайба В. І. З історії становлення змісту навчання в загальноосвітній школі Української РСР (1917–1967). 1968
- Помагайба В. І. Робота вчителя в малокомплектних школах. 1968.
- Помагайба В. І. Педагогіка: Республіканський науково-методичний збірник. 1970.
- Помагайба В. І. Розвиток дидактики як науки. 1974.
- Помагайба В. І. Сучасні проблеми дидактики та основні умови їх дослідження. 1972.

У співавторстві:
- Волошановська Н. І. Російська мова / Н. І. Волошановський, А. П. Коваль, В. І. Помагайбо, 1973.(рос.)
- Козловська Є. Російська мова / Є. Козловська, В. Помагайбо, Г. Савицька. 1960.(рос.)
- Козловська Є. Російська мова / Є. Козловська, В. Помагайбо, Г. Савицька. 1961.(рос.)
- Помагайба, В. І. Трудове виховання і елементи політехнічного навчання в 1-4-му класах. 1961.(рос.)
- Козловська Є. Російська мова / Є. Козловська, В. Помагайбо, Г. Савицька. 1962. (рос.)
- Козловська Є. Російська мова / Є. Козловська, В. Помагайбо, Г. Савицька. 1963.(рос.)